# Guy Bolton
Guy Reginald Bolton (* 23. November 1884 in Broxbourne, England; † 5. September 1979 in London) war ein US-amerikanischer Theaterschriftsteller, der in der zweiten und dritten Dekade des 20. Jahrhunderts mit Musicals sehr erfolgreich war. Zu den Größen mit denen Guy Bolton eng zusammenarbeitete, gehört der Komponist Jerome Kern sowie der britisch-amerikanische Humorist P. G. Wodehouse.

## Leben
Guy Bolton wurde als Sohn einer wohlhabenden amerikanischen Familie aus Delaware in England geboren. Der Vater war Ingenieur, der häufig zwischen den Vereinigten Staaten und Großbritannien hin und her pendelte. Seine berufliche Laufbahn begann Guy Bolton zunächst mit einem Architekturstudium, bevor er sich Anfang der 1910er dem Theater zuwandte.
Während des Ersten Weltkrieges verfasste Guy Bolton etliche Bücher für Broadway-Schauspiele und -Musical Comedies, für die so genannten „Princess Theatre Shows“. Er arbeitete unter anderen mit dem Komponisten Jerome Kern und dem Dramatiker P. G. Wodehouse zusammen: Gegen Ende des Jahres 1915 begegnete Wodehouse dem Komponisten Jerome Kern erneut, mit dem er in London kurzfristig zusammengearbeitet hatte, als er den Liedtext für Put Me in My Little Cell verfasst hatte. Sowohl Jerome Kern als auch Guy Bolton und Wodehouse wohnten am 23. Dezember 1915 zufällig der Premiere der Musical-Komödie Very Good Eddie bei. Sowohl Bolton auch als Kern waren unzufrieden mit den Liedtexten der Komödie und entwickelten bei einem weiteren Treffen mit Wodehouse am nächsten Tag Ideen für eine zukünftige Zusammenarbeit. Zu nennen wären aus dieser Zusammenarbeit unter anderem Very Good Eddie von 1915 und Leave It to Jane von 1917, 1920 entstand das Musical Sally. Zwischen Bolton und Wodehouse entstand eine enge Freundschaft, die bis zu dem Tod von Wodehouse im Jahre 1975 Bestand hatte.
Die Zusammenarbeit zwischen den drei prägte die Musical-Szene im New York insbesondere der 1910er Jahre. Der Kritiker Gerald Bordman hält in der Enzyklopädie American Musical Theatre über das Musical Oh, Boy! (1915) fest, dass die Handlung schnell, die Charaktere gut gezeichnet seien und der Humor sich logisch aus den Charakteren und Situationen entwickele. Die Lisette, die von Wodehouse stammten, seien natürlich und fänden die richtige Balance zwischen Witz und Gefühl. Ähnlich positiv äußert sich Bordman über das Musical Have a Heart (1917). Bolton und Wodehouse hätten eine logische Handlung entwickelt, Wodehouse hervorragende Liedtexte geschrieben und die Musik von Kern verbände dies alles. Dorothy Parker, zu dem Zeitpunkt Kritikerin für die Zeitschrift Vanity Fair äußert sich ähnlich positiv über das Musical Oh, Lady! Lady! und hebt insbesondere hervor, wie sich die Lieder aus der Handlung heraus entwickelten. Trotz dieses Erfolges wurden die Musicals jedoch nach ihrer erfolgreichen Saison in New York nur selten in London wieder aufgeführt und sind seither vollständig von der Bühne verschwunden.
Ab dem Musical Lady, Be Good von 1924 arbeitete Bolton wiederholt mit den Produzenten Alex. A. Aarons und Vinton Freedley, mit dem Dramatiker Fred Thompson, sowie mit den Brüdern Gershwin zusammen; es entstanden die Musicals Tip-Toes (1925), Oh, Kay! (1926), Rosalie (1928) und Girl Crazy (1930). Bolton wirkte ebenfalls am 1934er Cole-Porter-Musical Anything Goes mit.
Ab Ende der 1920er Jahre arbeitete Bolton wie viele Dramatiker für den Film (zum Beispiel Liebesparade von Ernst Lubitsch). Anfang der 1940er begann er wieder für den Broadway zu schreiben; es entstanden Bücher für Musicals von Hoagy Carmichael, Burton Lane und Vernon Duke. Am erfolgreichsten wurde das Musical Follow the Girls aus dem Jahr 1944. In der zweiten Hälfte der 1940er war er an den Drehbüchern für die Musikfilme Ziegfeld Follies (1946), Till the Clouds Roll By (1946) und Words and Music (1948) beteiligt.
1953 veröffentlichte Bolton zusammen mit P. G. Wodehouse die Memoiren Bring on the Girls!  (Untertitel: The Improbable Story of Our Life in Musical Comedy, With Pictures To Prove It).
Mit der englischen Adaption des Stückes Anastasia von Marcelle Maurette machte er 1954 noch einmal auf sich aufmerksam. 1955 wurde die Musical-Komödie Ankles Aweigh aufgeführt.

## Musical Comedies in Kooperation mit Jerome Kern und P. G. Wodehouse
Aus der Zusammenarbeit mit Jerome Kern und P. G. Wodehouse gingen unter anderem folgende Musicals hervor:
- - Miss Springtime (New York, 1916)
  - Have a Heart (New York, 1917)
  - Oh Boy (New York, 1917; wiederaufgeführt in London 1919 unter dem Titel Oh, Joy)
  - Leave it to Jane (New York, 1917)
  - The Riviera Girl (New York, 1917)
  - Oh, Lady! Lady! (New York, 1918)
  - Sally (New York, 1920 und London, 1921)
  - Sitting Pretty (New York, 1924)

## Einzelbelege
1. ↑  F. Donaldson: P. G. Wodehouse: A Biography. 1982, S. 110.
2. 1 2 3  F. Donaldson: P. G. Wodehouse: A Biography. 1982, S. 111.
3. 1 2  F. Donaldson: P. G. Wodehouse: A Biography. 1982, S. 112.
4. ↑  F. Donaldson: P. G. Wodehouse: A Biography. 1982, S. 110 und S. 111.

| Personendaten    | Personendaten                                              |
| ---------------- | ---------------------------------------------------------- |
| NAME             | Bolton, Guy                                                |
| ALTERNATIVNAMEN  | Bolton, Guy Reginald (vollständiger Name)                  |
| KURZBESCHREIBUNG | US-amerikanischer Dramatiker                               |
| GEBURTSDATUM     | 23. November 1884                                          |
| GEBURTSORT       | Broxbourne, Hertfordshire, England, Vereinigtes Königreich |
| STERBEDATUM      | 5. September 1979                                          |
| STERBEORT        | London, England, Vereinigtes Königreich                    |